# Flakbatterie Tirpitzschleuse

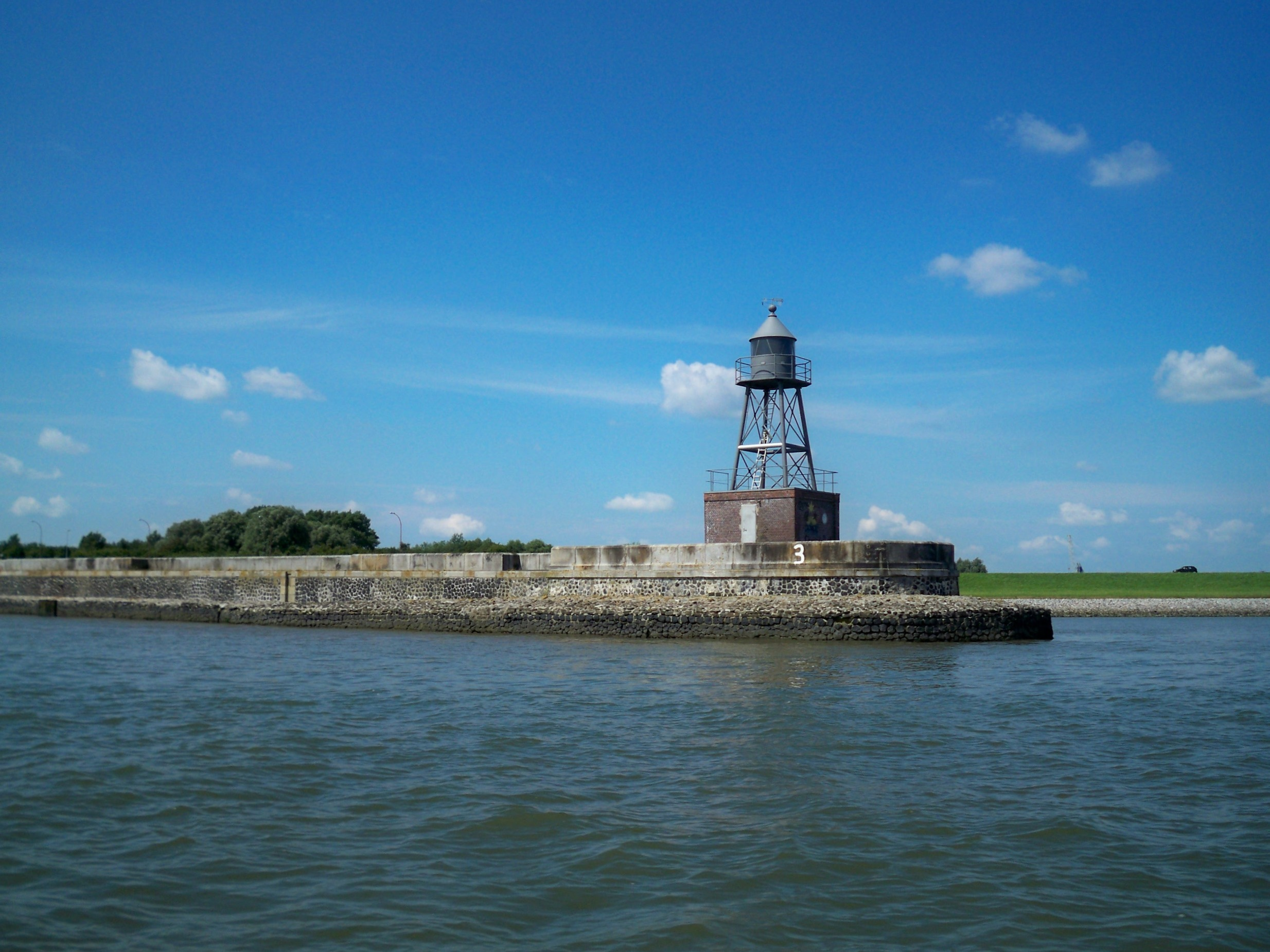
Nordmole der dritten Einfahrt. Die Batterie befand sich etwa am linken Bildrand.

Die schwere Flakbatterie Tirpitzschleuse war im Zweiten Weltkrieg eine verbunkerte Stellung der Marine-Flak in Wilhelmshaven.

## Lage und Aufbau
Die Batterie befand sich am Nordende der ehemaligen 3. Einfahrt. Sie bestand aus vier Geschützbettungen die um einen zentralen Leitstand angeordnet waren und über ein Tunnelsystem miteinander verbunden waren. Zur Eigensicherung verfügte die Batterie über einen 3,7-cm-Flakstand an der Nordmole und einen 2-cm-Flakstand in Doppellafette an der Südmole.

## Organisatorische Eingliederung

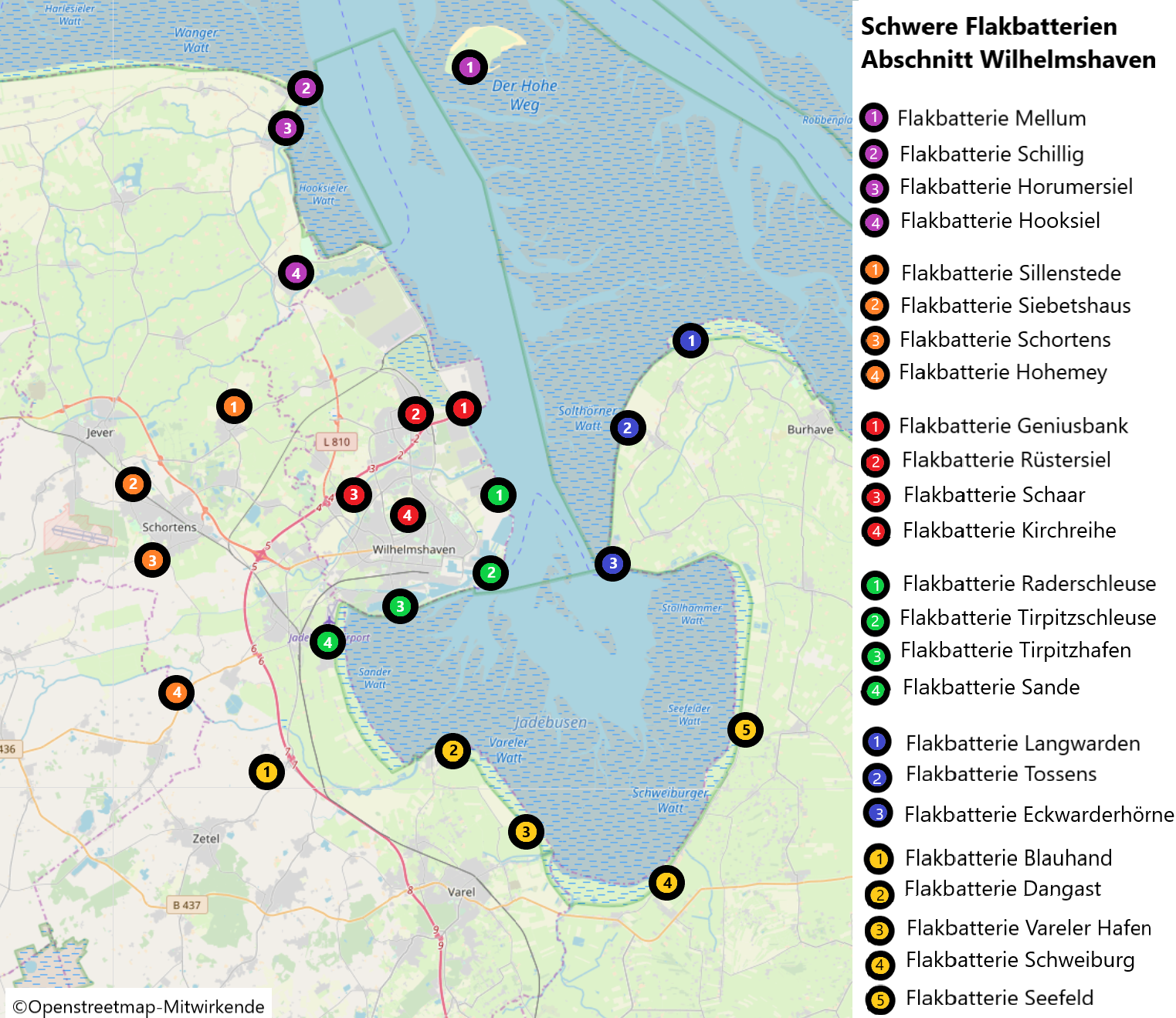
Position der Flakbatterien im Abschnitt Wilhelmshaven

Für die Küstenverteidigung war der Küstenbefehlshaber Deutsche Bucht verantwortlich. Die Batterie gehörte als Teil der II. Marineflakbrigade zum Abschnitt Wilhelmshaven. Die Flakbatterie gehörte zur Marineflakabteilung 232, deren Flakuntergruppenkommando Hafen in der Westwerft lag.

## Geschichte

### Feldstellung Daressalam
Im August 1939 war die Batterie 3. Einfahrt mit vier 8,8-cm-Flakgeschützen als Feldstellung errichtet worden. Ihr Codename war „Batterie Daressalam“.

### Bunkerbatterie
An der Nordmole der 3. Einfahrt begannen im Spätsommer 1940 die Bauarbeiten für eine Bunkerbatterie. Ähnlich wie bei der Batterie Geniusbank befanden sich die Unterkünfte und der Kommandoraum in einem unterirdischen Bunkersystem. Ein als Haus getarnter Bunker diente als Wirtschaftsgebäude und stand direkt neben dem Signalturm, der noch heute erhalten ist. Im August 1941 war die Batterie fertiggestellt. Die 10,5-cm-Flakgeschütze wurden mit Deckenschilden ausgerüstet. Am 13. September 1941 war die Batterie gefechtsbereit. Die 8,8-cm-„Batterie Daressalam“ wurde daraufhin abgebaut. Nach der Einweihung der Raederschleuse am 7. November 1942 wurde die 3. Einfahrt in „Tirpitzschleuse“ umbenannt. Auch die Batterie teilte diesen Namenswechsel. Im August 1942 wurde die Batterie mit einem Funkmessgerät ausgerüstet.

### Nachkriegszeit
Die Batterie wurde nach dem Krieg gesprengt. Die Bunkerreste verblieben noch über zwei Jahrzehnte an ihrer Position.